# Lover Man (Oh, Where Can You Be?)/That Ole Devil Called Love
Lover Man (Oh, Where Can You Be?)/That Ole Devil Called Love è un singolo di Billie Holiday pubblicato dalla Decca nel febbraio 1945.

## Il disco
Il brano sul lato A è una cover di Lover Man, standard jazz composto da Jimmy Davis, Roger ("Ram") Ramirez, e James Sherman nel 1941, mentre quello sul lato B, That Ole Devil Called Love, fu composto da Allan Roberts e Doris Fisher.
Il disco raggiunse la posizione numero 5 della classifica R&B e la posizione numero 16 nella classifica riservata al pop negli Stati Uniti nel 1945.

## Tracce
1. Lover Man (Oh, Where Can You Be?)
2. That Ole Devil Called Love